# 高山運輸倉庫
高山運輸倉庫株式会社（たかやまうんゆそうこ）は、群馬県吾妻郡高山村に本社を置く企業である。本業である貨物運送業・倉庫業のほかに、貸切バスと路線バスの運行も行っている。バスの愛称は「たかやまバス」。

## 沿革
- 1972年11月20日 - 有限会社高山運輸として設立。
- 1990年 - 高山運輸倉庫株式会社に社名変更。
- 2003年3月 - バス事業部を開設。
- 2007年4月1日 - 関越交通吾妻営業所が運行していた中之条駅 ～ 中山本宿間の路線を譲受し、運行区間を原町ベイシア～中山本宿間に延伸した上で運行を開始、路線バス事業に参入。

## 運行路線
- たかやまバス
  - 原町ベイシア - 日赤病院 - 中之条駅 - 名久田小学校前 - 高山村役場 - 中山温泉 - 中山本宿

## 事業内容
- 一般貨物自動車運送
- 一般乗合旅客運送
- 一般貸切旅客運送